# Camp Rock
Camp Rock é um filme original do Disney Channel protagonizado por Demi Lovato, com participação dos Jonas Brothers. As músicas foram escritas por Julie Brown, Paul Brown, Regina Hicks e Karen Gist. O filme foi dirigido por Matthew Diamond e produzido por Alan Sacks. 
Estreou na Disney Channel americana em 20 de junho de 2008. Camp Rock foi o segundo filme original do Disney Channel (ou DCOM, Disney Channel Original Movie) a ser exibido pelo programa da ABC The Wonderful World of Disney depois da sua estreia no Disney Channel, e ficou no iTunes Store para compra digital após a sua premiere.
O filme foi assistido por 8.9 milhões de telespectadores na noite da estreia nos EUA, tornando-se no segundo DCOM mais visto atrás apenas de High School Musical 2 (entretanto foi ultrapassado por Wizards of Waverly Place: The Movie).
Gary Marsh, o presidente da Entertainment, da Disney Channel World, confirmou que um script estava quase completado para o Camp Rock 2 em 2009. Segundo a The Hollywood Report, todo o elenco principal estaria de volta, com uma participação especial de Frankie Jonas. O filme, Camp Rock 2: The Final Jam, foi lançado originalmente em 3 de setembro de 2010.

## Sinopse
A história gira em torno de Mitchie Torres (voz original de Demi Lovato), uma jovem musicista que espera se tornar uma cantora profissional. Mitchie quer ir a um acampamento musical chamado "Camp Rock", mas sua família não pode pagar, então sua mãe, Connie Torres (voz original de Maria Canals-Barrera) arranja um emprego de cozinheira, permitindo que Mitchie vá ao acampamento. Ela tenta esconder esse fato de seus amigos. O pop star Shane Gray (voz original de Joe Jonas) é convocado por seus colegas de banda, Jason (voz original de Kevin Jonas) e Nate (voz original de Nick Jonas), para dar aulas de dança no acampamento por um mês. Shane escuta Mitchie cantando e se apaixona pela voz, mesmo não sabendo a identidade da cantora. Ele passa então a procurar por ela. Shane e Mitchie possuem diversas interações, e quando ele vê que a voz pertence a ela, um romance se inicia entre os dois.

## Personagens e elenco

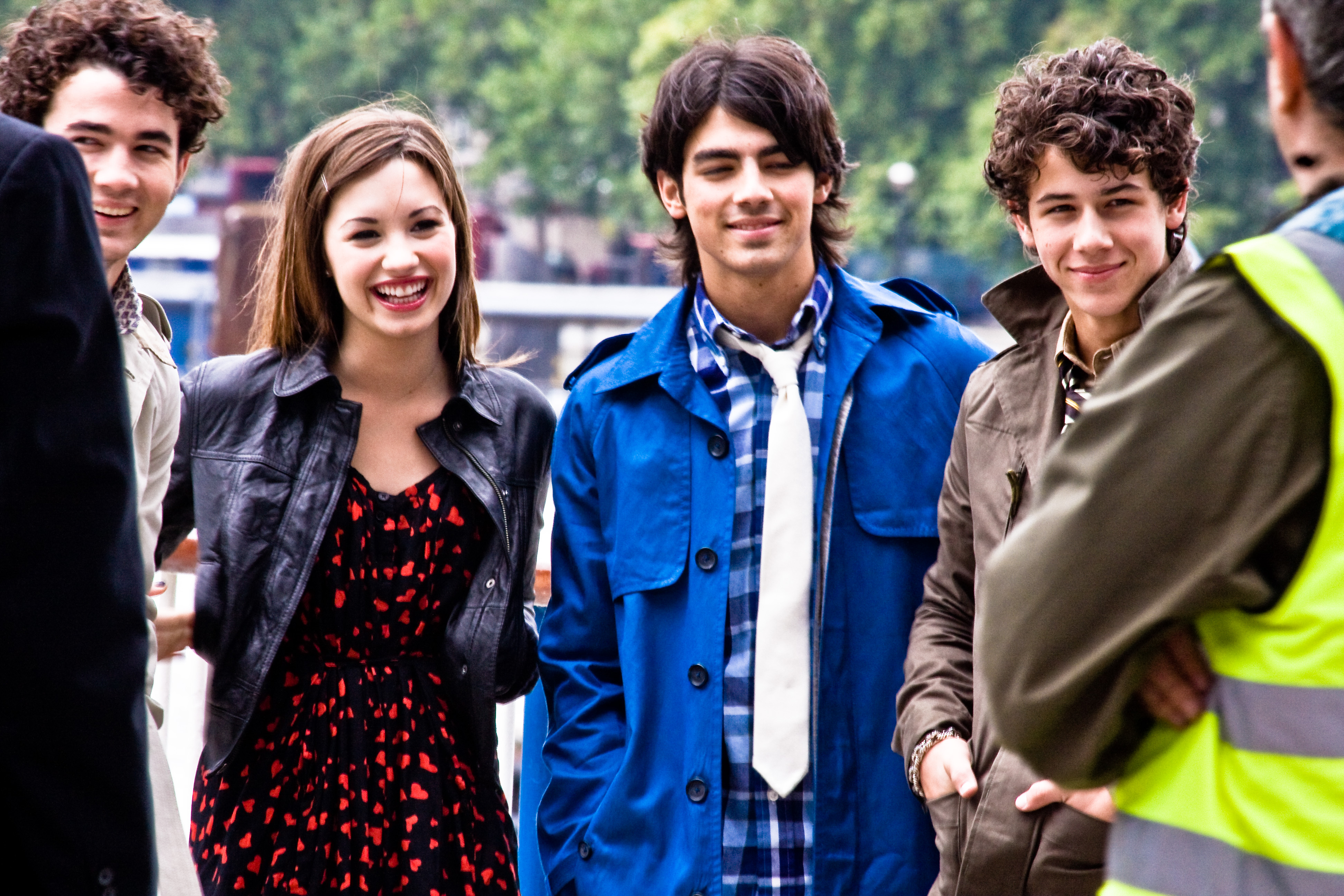
Os atores principais do filme (Da esquerda para a direita) : Kevin Jonas, Demi Lovato, Joe Jonas e Nick Jonas.

- Mitchie Torres (Demi Lovato) é a garota que espera ser uma cantora algum dia. Seu sonho é ir para o Camp Rock, mas sua família não pode pagar o acampamento. O único jeito dela ir é quando sua mãe consegue um emprego de cozinheira, e ela tenta esconder esse fato para não ser rejeitada.

- Shane Gray Cessario (Joe Jonas) é o famoso cantor e líder da banda "Connect 3". Ele é enviado para o Camp Rock, para ajudar a si mesmo e acabar com suas atitudes arrogantes e convencidas. No acampamento, ouve uma voz fantástica, e começa a procurar sua dona (que é Mitchie). Após, ele conhece Mitchie e eles se tornam amigos, mas Shane nem imagina que ela é a dona da voz misteriosa e fabulosa.

- Tess Tyler (Meaghan Jette Martin) é a filha da famosa T.J. Tyler, e deseja um dia ser uma cantora, assim como sua mãe. Ela é uma diva, e muitas vezes, faz as coisas do seu jeito, mesmo tendo que magoar as pessoas. Gosta de ser o centro das atenções, principalmente porque sua mãe está sempre ocupada na sua carreira para cuidar da filha.

- Caitlyn Gellar (Alyson Stoner) é a melhor amiga de Mitchie no acampamento, e é uma das únicas pessoas que fica ao lado dela depois que Tess conta seu segredo. Ela quer ser uma produtora musical, e muitas vezes é vista compondo músicas no seu laptop.e é a primeira á descobrir a verdadeira função de Connie(mãe de Mitchie).

- Ella Pador (Anna Maria Perez de Tagle) é a chamada "amiga" de Tess e possui um ar de liderança. Ella abandona Tess quando é empurrada para longe e canta com Barron e Sander no Final Jam, revelando-se ser uma boa cantora.

- Margaret "Peggy" Dupree (Jasmine Richards) é a outra "amiga" de Tess, e muitas vezes concorda com ela, mesmo tendo uma opinião diferente. No final, ela finalmente se torna rebelde, e canta sobre si mesma no Final Jam, e surpreendendo a todos, vence o concurso.

- Connie Torres (Maria Canals Barrera) é a mãe de Mitchie, e também trabalha em um serviço de restauração familiar chamado "Connie's Catering". Mitchie, ficou, primeiramente, envergonhada por sua mãe ser cozinheira do Camp Rock.

- Barron (Jordan Francis) e Sander (Roshon Fegan) são dançarinos de break, e também são melhores amigos. Eles também cantam rap, como no Final Jam com Ella. São os poucos que ficaram ao lado de Mitchie.

- Lola Scott (Aaryn Doyle) é uma cantora, às vezes de rap. É uma amiga legal de Caitlyn, e é uma talentosa cantora, embora não cante no Final Jam. Fica ao lado de Mitchie quando seu segredo é revelado.

- Brown Cessario (Daniel Fathers) é o tio de Shane e também trabalha no Camp Rock. Era guitarrista de uma banda chamada "Wet Crows".

- Nate (Nick Jonas) e Jason (Kevin Jonas) são membros do "Connect 3. Eles obrigaram Shane a ir para o Camp Rock.

## Trilha sonora
1. "Who Will I Be?" - Mitchie (Demi Lovato)
2. "What It Takes" - Lola (Aaryn Doyle)
3. "Start the Party" - (Gravado por Jordan Francis e Roshon Fegan)
4. "Too Cool" A - Tess (Meaghan Jette Martin )

- A—Tess canta como voz principal, Peggy, Ella, e Mitchie como coro de fundo.
- B—Apenas em Camp Rock: Versão Rock Estendida DVD. Mitchie como principal, Caitlyn, Tess, Peggy, Lola e Ella como coro de fundo.

## Lançamento mundial
Camp Rock estreou na Disney Channel em 20 de Junho de 2008 com 8.86 milhões de telespectadores. Na exibição em 31 de Junho pela ABC atingiu 3.47 milhões de telespectadores, e em 22 de junho pela ABC Family conseguiu 3.73 milhões.
Na Disney Channel Itália a estreia conseguiu 1.14 milhões de telespectadores em Setembro de 2008.

## Lançamento de DVD/Blu-ray
O DVD e Blu-ray lançados para o filme, intitulado "Camp Rock:Extended Rock Star Edition", foi lançado em 19 de Agosto de 2008. Foi lançado em Novembro nos outros países. No Reino Unido, foi lançado em 1 de Dezembro de 2008.